# 더 폰 콜
더 폰 콜(The Phone Call)은 영국에서 제작된 맷 커크비 감독의 2013년 드라마 영화이다. 샐리 호킨스 등이 주연으로 출연하였다. 제87회 아카데미상 아카데미 단편 영화상을 수상했다.

## 출연

### 주연
- 샐리 호킨스
- 짐 브로드벤트